# محطة قطار القنطرة
محطة القنطرة هي محطة قطار جزائرية تقع بإقليم بلدية القنطرة بولاية بسكرة.

## الموقع في السكك الحديدية
تقع المحطة شمال مدينة القنطرة، على الخط الممتد من القراح إلى تقرت. تسبقها محطة عين التوتة و تليها محطة منبع الغزلان.

## خدمة الركاب

### خدمة
تخدم محطة القنطرة :
- قطارات الخط الرئيسي لخط الجزائر - تقرت؛[1][2]
- القطارات الجهوية على خط قسنطينة - بسكرة.[3][4]

## روابط خارجية
- "SNTF". Société nationale des transports ferroviaires (SNTF). مؤرشف من الأصل في 2025-06-02.